# Satoru Yoshida
Satoru Yoshida (Saitama, 18 december 1970) is een voormalig Japans voetballer.

## Carrière
Satoru Yoshida speelde tussen 1992 en 2001 voor Yokohama Marinos, Otsuka Pharmaceutical en Ventforet Kofu.